# José Inocencio Arias
José Inocencio Arias (Buenos Aires, 28 de desembre de 1846 - La Plata, 12 de setembre de 1912) va ser un militar i polític argentí que va participar en les últimes guerres civils argentines i va exercir el càrrec de governador de la Província de Buenos Aires.

## Biografia
Es va unir a l'exèrcit de l'Estat de Buenos Aires poc abans de la batalla de Pavón, que va ser el seu baptisme de foc. Va participar també a la batalla de la Canyada de Gómez.
Va fer la campanya completa de la guerra del Paraguai al Regiment 6 d'Infanteria, lluitant en gairebé tots els combats; va ser ferit de gravetat a la batalla de Curupayty. Va passar els cinc anys de la guerra al front, i va tornar el 1870 a incorporar-se a les forces que feien la guerra contra el cabdill d'Entre Ríos Ricardo López Jordán.
Destinat segon cap del regiment Regiment 6 d'Infanteria a Buenos Aires, va ser novament ferit el 1874, quan intentava evitar un duel entre els seus oficials. Amb prou feines reposat, va sortir a campanya a enfrontar la revolució de 1874, contra l'elecció presidencial de Nicolás Avellaneda. L'exèrcit rebel, dirigit per Bartolomé Mitre i Ignacio Rivas havia fet una erràtica campanya pel sud de la província de Buenos Aires i marxava cap al nord, intentant incorporar-se a l'altre exèrcit rebel, dirigit per José Miguel Arredondo.
Atès que es trobava en inferioritat numèrica, es va atrinxerar en l'estada La Verde, del partit de Nueve de Julio, on a Mitre no se li va ocórrer una altra cosa que enviar diverses càrregues directes de la seva cavalleria contra les posicions governamentals. Els homes d'Arias els van destrossar amb les seves armes de repetició. Amb només 800 homes, Arias va derrotar els 3.000 de Mitre.
Va participar de la Conquesta del Desert de 1879. A l'any següent es va unir a les forces portenyes rebels contra les nacionals durant la guerra per la federalització de Buenos Aires: si bé va aconseguir detenir als nacionals a la batalla de Puente Alsina, el relatiu fracàs a la batalla dels Corrales Viejos va significar la derrota definitiva de la rebel·lió portenya. Va ser perdonat i reincorporat a l'exèrcit, amb el qual va fer algunes campanyes menors a la Patagònia.
Entre 1888 i 1892 va ser diputat nacional. Va participar en la lluita contra les revolucions radicals de 1890 i 1893. Va ser diverses vegades diputat nacional. Entre 1894 i 1898 va ser sotsgovernador de la província de Buenos Aires, i novament diputat nacional entre 1908 i setembre de 1909, en què va renunciar per fer campanya per ser governador de la província de Buenos Aires.
Triat governador, va assumir el càrrec al maig de 1910.
Va morir exercint aquest càrrec, el 1912. Va ser sebollit al cementiri de la Recoleta a Buenos Aires. Va ser el primer governador de Buenos Aires a morir en exercici del càrrec, però en menys d'un any, moririen també els seus dos successors, Ezequiel de la Serna i Juan Manuel Ortiz de Rosas.